# محمود سالم
محمود سالم (1931 - 24 فبراير 2013) كاتب مصري رائد في أدب المغامرات له عدد من سلاسل الكتب البوليسية والألغاز للأطفال والشباب أبرزها المغامرون الخمسة، والشياطين ال13.

## عن حياته
ولد سالم في الإسكندرية عام 1931 في مدينة الإسكندرية، لأب يعمل ضابطًا بحريًا في خفر السواحل، ما أتاح له التنقل والعيش أثناء طفولته في عدة مدن ساحلية كالإسكندرية والفيوم والمنزلة وبلطيم وغيرها، إلى أن حصل على شهادة الثانوية العامة متنقلاً بين المنصورة والفيوم ودمياط وبني سويف. بعد حصوله على الثانوية العامة، انضم إلى الكلية الحربية، غير أن انضمامه إلى حركة حدتو، التي كانت إحدى المجموعات اليسارية السريّة في مصر، حال دون أن يستكمل دراسته فيها، رغم أنه لم يكن عضوًا ناشطًا في الحركة. انتقل سالم بعد ذلك إلى كلية الحقوق ثم كلية الآداب، ولكنه لم يستكمل دراسته إذ استغرقت القراءة العامة، بالإضافة إلى هوايته الأثيرة، صيد السمك، كل وقته، إلى أن ساعده أحد أقاربه وتوسّط لتعيينه موظفًا في وزارة الشؤون الاجتماعية.
بدأت رحلته مع الصحافة عند تعرفه على الصحفيين صبري موسى، وجمال سليم، والد رسام الكاريكاتير عمرو سليم، اللذين كانا يعملان في مجلة «الرسالة الجديدة» التي كانت تصدر عن دار «التحرير». عمل بعد ذلك مراسلاً عسكريًا لصحيفة «الجمهورية» أثناء العدوان الثلاثي عام 1956، وبعد أن حقق نجاحًا في تغطيته الصحفية للحرب، استقال من وظيفته الحكومية وتفرغ للعمل الصحفي، حتى أصبح رئيسًا لقسم الحوادث في «الجمهورية» قبل أن ينتقل للعمل في دار الهلال. في مجلة سمير، التي تصدرها دار الهلال اكتشف محمود سالم موهبته في الكتابة للأطفال، وأصبح مسؤولاً عن تحرير المجلة، إلى أن غادرت نادية نشأت، رئيسة تحرير المجلة، دار الهلال لدى تأميمها عام 1961، لتنتقل إلى دار المعارف، وينتقل «سالم» إلى مجلة «الإذاعة والتليفزيون».

## بداية الشهرة
عام 1968 اقترحت «نادية» على «سالم» إصدار سلسلة مغامرات شهرية للأطفال، فقام بتعريب سلسلة إنجليزية تُدعى «ُ The Five Find-Outers»، تحكي عن خمسة أطفال يتعرضون لمغامرات ويحلون ألغازًا ويتعقبون لصوص ومجرمين، ليظهر المغامرون الخمسة، وهم خمسة أطفال مصريين (تختخ، محب، عاطف، نوسة، لوزة)، يعيشون في المعادي ويساعدون الشرطة في ضبط الجناة وحل الألغاز، للمرة الأولى عام 1968 في «لغز الكوخ المحترق». وقُدمت في التليفزيون المصري في نفس العام في مسلسل بنفس الاسم من بطولة النجم الراحل صلاح ذو الفقار واستمرت هذه السلسلة في الصدور شهريًا حتى عام 1972، إذ فُصل «سالم» من وظيفته لميوله الناصرية، ثم صدر قرار بمنعه عن الكتابة في مصر، لينتقل إلى بيروت، ويبدأ إصدار سلسلة الشياطين ال13 التي تضم مغامرين من كل أنحاء الوطن العربي يتصدون لمؤامرات تقودها أجهزة مخابرات أجنبية تهدد سلامته.

## العودة إلى مصر
عاد «سالم» إلى مصر في ثمانينيات القرن الماضي، واستمرت سلسلة «الشياطين ال13» تصدر من القاهرة عن دار الهلال، حتى منتصف التسعينيات. في عام 2007 تحولت إحدى مغامرات «الشياطين ال13» إلى فيلم سينمائي، بعنوان الشياطين، من إخراج أحمد أبو زيد. كما تحولت سلسلة المغامرين الخمسة إلى مسلسل رسوم متحركة للأطفال. لم يتوقف «سالم» عن الكتابة حتى الشهور الأخيرة من حياته، إذ واظب على كتابة حلقات جديدة من «المغامرين الخمسة»، بدءًا عام 2010، صدرت عن «دار الشروق».

## وفاته
توفي في 24 فبراير 2013 في القاهرة عن عمر يناهز 84 عاما.